# Sedan (Minnesota)
Sedan es una ciudad ubicada en el condado de Pope en el estado estadounidense de Minnesota. En el Censo de 2010 tenía una población de 45 habitantes y una densidad poblacional de 34,13 personas por km².

## Geografía
Sedan se encuentra ubicada en las coordenadas 45°34′42″N 95°14′41″O / 45.57833, -95.24472. Según la Oficina del Censo de los Estados Unidos, Sedan tiene una superficie total de 1.32 km², de la cual 1.32 km² corresponden a tierra firme y (0%) 0 km² es agua.

## Demografía
Según el censo de 2010, había 45 personas residiendo en Sedan. La densidad de población era de 34,13 hab./km². De los 45 habitantes, Sedan estaba compuesto por el 100% blancos, el 0% eran afroamericanos, el 0% eran amerindios, el 0% eran asiáticos, el 0% eran isleños del Pacífico, el 0% eran de otras razas y el 0% pertenecían a dos o más razas. Del total de la población el 0% eran hispanos o latinos de cualquier raza.